# Shōji Katō
Shōji Katō (jap. 加藤 昭二, Katō Shōji; * 1930 [?]) ist ein japanischer Soziologe und Hochschullehrer.

## Leben und Wirken
Als akademischer Schüler von Yoshio Atoji wurde Katō auf den soziologischen Lehrstuhl der Universität Nagoya berufen. Er widmete sich besonders der Erforschung von Gemeinschaftsformen und ist in Japan der bedeutendste Kenner des Werkes von Ferdinand Tönnies.

## Publikationen (Auswahl)
- „Tönnies and Sociology in Japan“, in: Lars Clausen/Franz Urban Pappi (Hgg.), Ankunft bei Tönnies, Mühlau, Kiel 1981, S. 54–71.
- (Hg. mit Minoru Nakata (中田実)), Gendai shakai no kōzō to tenkai (現代社会の構造と展開, engl. Structure and Development of Modern Society), Academia Shuppankai, Kyoto 1982.
- Researches in Social Life of a Rural Community in Central Japan.
  - Bd. 1: Social Organization, Social Character and Social Consciousness, and Folklore, Inazawa 1983.
  - Bd. 2: Farmers’ Cooperative, Development of Education System, and Dialect, Inazawa 1982.
- „Tönnies and Takata. Correspondence and some Problems about Takata’s article ‚Die Gemeinschaft als Typus‘“, in: Lars Clausen u. a. (Hgg.), Tönnies heute, Mühlau, Kiel 1985, S. 146–166.
- „A Comparative Study of the Gemeinschaft Concept“, in: Lars Clausen/Carsten Schlüter (Hgg.), Hundert Jahre „Gemeinschaft und Gesellschaft“. Ferdinand Tönnies in der internationalen Diskussion, Leske + Budrich, Opladen 1991, S. 537–548.

| Personendaten    | Personendaten                             |
| ---------------- | ----------------------------------------- |
| NAME             | Katō, Shōji                               |
| ALTERNATIVNAMEN  | 加藤昭二 (japanisch)                      |
| KURZBESCHREIBUNG | japanischer Soziologe und Hochschullehrer |
| GEBURTSDATUM     | um 1930                                   |